# Indonesien i olympiska sommarspelen 2008
Indonesien i olympiska sommarspelen 2008 bestod av 24 idrottare som blivit uttagna av Indonesien olympiska kommitté.

## Badminton
- Huvudartikel: Badminton vid olympiska sommarspelen 2008
- Herrar

| Namn                            | Gren   | 32-delsfinal | 16-delsfinal                 | 8-delsfinal                                    | Kvartsfinal                      | Semifinal                                 | Final                                      | Final            |
| Namn                            | Gren   | Resultat     | Resultat                     | Resultat                                       | Resultat                         | Resultat                                  | Resultat                                   | Plats            |
| ------------------------------- | ------ | ------------ | ---------------------------- | ---------------------------------------------- | -------------------------------- | ----------------------------------------- | ------------------------------------------ | ---------------- |
| (7) Taufik Hidayat              | Singel |              | Wong (MAS) L 19-21, 16-21    | Gick inte vidare                               | Gick inte vidare                 | Gick inte vidare                          | Gick inte vidare                           | Gick inte vidare |
| (6) Sony Dwi Kuncoro            | Singel |              | Ponsana (THA) W 21-16, 21-14 | Lång (FIN) W 21-13, 21-18                      | (2) Lee (MAS) L 9-21, 11-21      | Gick inte vidare                          | Gick inte vidare                           | Gick inte vidare |
| Luluk Hadiyanto Alvent Yulianto | Dubbel |              |                              | Masuda och Ohtsuka (JPN) L 21-19, 14-21, 14-21 | Gick inte vidare                 | Gick inte vidare                          | Gick inte vidare                           | Gick inte vidare |
| (1) Markis Kido Hendra Setiawan | Dubbel |              |                              | Guo och Xie (CHN) W 22-20, 10-21, 21-17        | Koo och Tan (MAS) W 21-16, 21-18 | Rasmussen och Passke (DEN) W 21-19, 21-17 | (2) Fu och Cai (CHN) W 12-21, 21-11, 21-16 |                  |

- Damer

| Namn                        | Gren   | 32-delsfinal                       | 16-delsfinal                 | 8-delsfinal                               | Kvartsfinal                        | Semifinal                      | Final                              | Final            |
| Namn                        | Gren   | Resultat                           | Resultat                     | Resultat                                  | Resultat                           | Resultat                       | Resultat                           | Plats            |
| --------------------------- | ------ | ---------------------------------- | ---------------------------- | ----------------------------------------- | ---------------------------------- | ------------------------------ | ---------------------------------- | ---------------- |
| Maria Kristin Yulianti      | Singel | Schenk (GER) W 18-21, 21-13, 22-20 | Martínez (ESP) W 21-9, 21-14 | (6) Rasmussen (DEN) W 18-21, 21-19, 21-14 | Nehwal (IND) W 26-28, 21-14, 21-15 | (2) Zhang (CHN) L 15-21, 15-21 | (3) Lu (CHN) W 11-21, 21-13, 21-15 |                  |
| Vita Marissa Lilyana Natsir | Dubbel |                                    |                              | (1) Yang och Zhang (CHN) L 19-21, 15-21   | Gick inte vidare                   | Gick inte vidare               | Gick inte vidare                   | Gick inte vidare |

- Mixed

| Namn                             | Gren  | 32-delsfinal | 16-delsfinal | 8-delsfinal                            | Kvartsfinal                                        | Semifinal                                 | Final                                     | Final |
| Namn                             | Gren  | Resultat     | Resultat     | Resultat                               | Resultat                                           | Resultat                                  | Resultat                                  | Plats |
| -------------------------------- | ----- | ------------ | ------------ | -------------------------------------- | -------------------------------------------------- | ----------------------------------------- | ----------------------------------------- | ----- |
| (3) Flandy Limpele Vita Marissa  | mixed |              |              | Hopp och Overzier (GER) W 21-12, 21-12 | Laybourn och Juhl (DEN) W 21-17, 15-21, 21-17      | \|Lee och Lee (KOR) L 9-21, 21-12, 17-21  | (4) He och Yu (CHN) L 21-19, 17-21, 21-23 | 4     |
| (1) Nova Widianto Lilyana Natsir | mixed |              |              | Han och Hwang (KOR) W 23-21, 21-19     | Prapakamol och Thoungthongkam (THA) W 21-13, 21-19 | (4) He och Yu (CHN) W 15-21, 21-11, 23-21 | Lee och Lee (KOR) L 11-21, 17-21          |       |

## Bågskytte
- Huvudartikel: Bågskytte vid olympiska sommarspelen 2008
- Damer

| Namn                   | Gren         | Rankingrunda | Rankingrunda | 32-delsfinal                                      | 16-delsfinal     | 8-delsfinal      | Kvartsfinal      | Semifinal        | Final            | Final            |
| Namn                   | Gren         | Poäng        | Seed         | Resultat                                          | Resultat         | Resultat         | Resultat         | Resultat         | Resultat         | Plats            |
| ---------------------- | ------------ | ------------ | ------------ | ------------------------------------------------- | ---------------- | ---------------- | ---------------- | ---------------- | ---------------- | ---------------- |
| Rina Dewi Puspitasari  | Individuellt | 620          | 42           | Miroslava Dagbaeva (Ryssland) (23) 106-106 (9-10) | Gick inte vidare | Gick inte vidare | Gick inte vidare | Gick inte vidare | Gick inte vidare | Gick inte vidare |
| Ika Yuliana Rochmawati | Individuellt | 621          | 41           | Jennifer Nichols (USA) (24) 101-114               | Gick inte vidare | Gick inte vidare | Gick inte vidare | Gick inte vidare | Gick inte vidare | Gick inte vidare |

## Friidrott
- Huvudartikel: Friidrott vid olympiska sommarspelen 2008

Förkortningar
- Noteringar – Placeringarna avser endast löparens eget heat
- Q = Kvalificerad till nästa omgång
- q = Kvalificerade sig till nästa omgång som den snabbaste idrottaren eller, i fältgrenarna, via placering utan att uppnå kvalgränsen.
- NR = Nationellt rekord
- N/A = Omgången ingick inte i grenen
- Bye = Idrottaren behövde inte delta i denna omgång

Herrar
Bana och landsväg
| Idrottare          | Gren  | Heat     | Heat      | Kvartsfinal      | Kvartsfinal      | Semifinal        | Semifinal        | Final            | Final            |
| Idrottare          | Gren  | Resultat | Placering | Resultat         | Placering        | Resultat         | Placering        | Resultat         | Placering        |
| ------------------ | ----- | -------- | --------- | ---------------- | ---------------- | ---------------- | ---------------- | ---------------- | ---------------- |
| Suryo Agung Wibowo | 100 m | 10.46    | 6         | Gick inte vidare | Gick inte vidare | Gick inte vidare | Gick inte vidare | Gick inte vidare | Gick inte vidare |

Damer
Bana & landsväg
| Idrottare     | Gren       | Heat     | Heat      | Semifinal        | Semifinal        | Final            | Final            |
| Idrottare     | Gren       | Resultat | Placering | Resultat         | Placering        | Resultat         | Placering        |
| ------------- | ---------- | -------- | --------- | ---------------- | ---------------- | ---------------- | ---------------- |
| Dedeh Erawati | 100 m häck | 13.49    | 7         | Gick inte vidare | Gick inte vidare | Gick inte vidare | Gick inte vidare |

## Segling
Herrar
| Seglare                    | Gren | Lopp | Lopp | Lopp | Lopp | Lopp | Lopp | Lopp | Lopp | Lopp | Lopp | Lopp | Summerad poäng | Finalplacering |
| Seglare                    | Gren | 1    | 2    | 3    | 4    | 5    | 6    | 7    | 8    | 9    | 10   | M*   | Summerad poäng | Finalplacering |
| -------------------------- | ---- | ---- | ---- | ---- | ---- | ---- | ---- | ---- | ---- | ---- | ---- | ---- | -------------- | -------------- |
| I Gusti Made Oka Sulaksana | RS:X | 24   | 24   | 23   | 27   | 22   | 31   | 28   | 30   | 36   | 16   | EL   | 225            | 27             |

M = Medaljlopp; EL = Eliminerad – gick inte vidare till medaljloppet;

## Simning
- Huvudartikel: Simning vid olympiska sommarspelen 2008

## Skytte
- Huvudartikel: Skytte vid olympiska sommarspelen 2008

## Tyngdlyftning
- Huvudartikel: Tyngdlyftning vid olympiska sommarspelen 2008